# Sami Gabra
Sami Gabra (* 24. April 1892 in Abnub bei Asyut; † 19. Mai 1979 in Maṣr el-gedīda) war ägyptischer Ägyptologe und Koptologe.
Sami Gabra war von 1925 bis 1928 Kurator im Ägyptischen Museum von Kairo, Professor an der Universität Kairo und Begründer der Société d’Archéologie Copte. Er war an den Grabungen in Dair Tassa, Tura, Tihna al-Dschabal, Tuna al-Gabal, Dahschur und Meir beteiligt.

## Schriften
- Les Conseils de fonctionnaires dans l’Egypte pharaonique: scènes de récompenses royales aux fonctionnaires, Le Caire 1929.
- Peintures à fresques et scènes peintes à Hermoupolis-Ouest <Touna El-Gebel>. Imprimerie de l’Institut français d’archéologie orientale, Le Caire 1954.
- Chez les derniers adorateurs du Trismegiste: La nécropole d’Hermopolis, Touna el Gebel. Le Caire 1971.